# 亚恩·阿蒂斯-贝特朗
楊·亞祖-貝童（法語：Yann Arthus-Bertrand，法語發音：[jan aʁtys bɛʁtʁɑ̃]；1946年3月13日—），生於巴黎，法國攝影師、記者和環保人士，以空拍世界各地地景聞名。他的攝影集《從空中看地球》（Earth From Above）和同名紀錄片相當著名。

## 生平

### 早年生活
楊·亞祖-貝童於1946年生於法國巴黎一個自1803年起就相當著名的珠寶商家庭，雙親是克洛德·阿蒂斯-贝特朗（Claude Arthus-Bertrand）和米歇尔-安热·玛丽昂（Michel-Ange Marion）。他的姊姊卡特琳（Catherine）是他最主要的合作者之一。貝童在幼時就對大自然與野生動物感興趣。

### 早期職業生涯
1963年他17歲時成為助理導演，之後成為電影演員。1967年他放棄了電影業，前往位於法國中部阿列河畔堡的圣奥古斯丁堡（Château de Saint Augustin）野生動物公園任職。1976年他30歲時他和妻子安娜（Anne）前往肯亞馬赛馬拉居住。貝童在馬赛人的部落居住三年以研究獅群的行為，並在這些年中每天攝影。這些年中他對攝影相當感興趣，並且在熱汽球上拍攝地景。
1981年貝童回到法國，於1983年出版攝影書《Lions》，並成為《Paris Match》和《GEO》等法國雜誌的國際新聞、體育新聞、野生動物與航拍攝影記者。

### 航空攝影

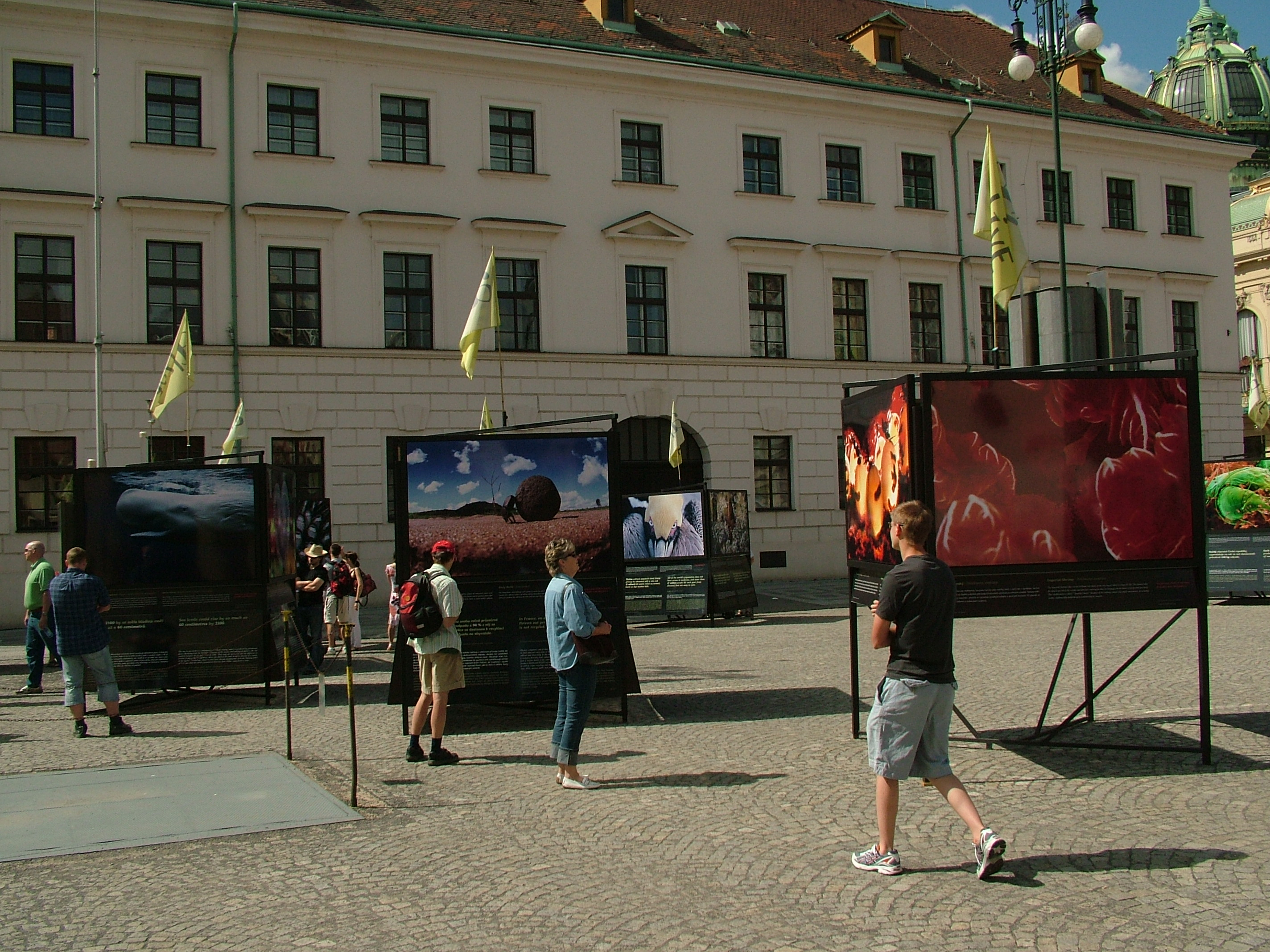
在布拉格的從空中看地球影像展。

貝童於1991年成立了航空圖片社（Altitude Agency），這是第一個專門在航空攝影影像方面的影像庫，儲存了超過50萬張來自超過100國，由超過100位攝影師拍攝的影像。
1994年貝童進行一個由聯合國教科文組織贊助的地球狀態深入研究行動。在研究的一部分中，他在直升機或熱汽球上拍攝了許多美麗的地球地景。相關攝影集《從空中看地球》（la Terre vue du ciel）銷售超過300萬本，並且被翻譯成24種語言。
2000年時他的《從空中看地球》影像展覽大型海報被掛在巴黎盧森堡公園的門上，之後該展覽從里昂到最後的蒙特利爾總共巡迴了全世界110個城市，並有1.2億人觀展。
2008年發行《從空中看地球》DVD紀錄片。

### 投入環保
2005年7月1日，貝童成立了一個國際性的環境保護組織GoodPlanet，並執行Action Carbone計畫以抵銷他的直升機排放的溫室氣體量。在這之後該計畫以資助再生能源發展、能源效率提升和再造林方式協助一般人和企業減少和抵銷排放溫室氣體對氣候的影響。
貝童獲得了騎士級法國榮譽軍團勳章和法國農業成就勳章，2008年獲得軍官級法國國家功績勳章。並且他和吕西安·克莱格一起獲選為法蘭西藝術院院士。
2006年他製作了一系列紀錄片《Vu du ciel》在法國公共電視頻道播出。同年出版了阿爾及利亞的航空攝影集，該攝影即是他認為最好的作品之一。
2007年4月，貝童開始執導他的紀錄片，該影片原稱《Boomerang》，但不久後改名為《地球很美有賴你》（Home）。該影片由盧·貝松負責製片，並得到法國跨國公司 PPR 集團資助。他拍該影片是意圖表示地球現在的狀態，以及人類所面臨的挑戰。該影片拍攝時的溫室氣體排放量經由貝童的相關組織與計畫抵銷了。2009年6月5日該影片在全世界同步發行。目前該影片有發行DVD，並且可在網際網路上觀看。
2009年4月22日貝童成為聯合國環保計劃親善大使。

## 獎項
- 2010年國家戶外圖書獎，《Our Living Earth》。

## 作品
- 2004年《從空中看地球》
- 2009年《地球很美有賴你》[1]

## 外部連結

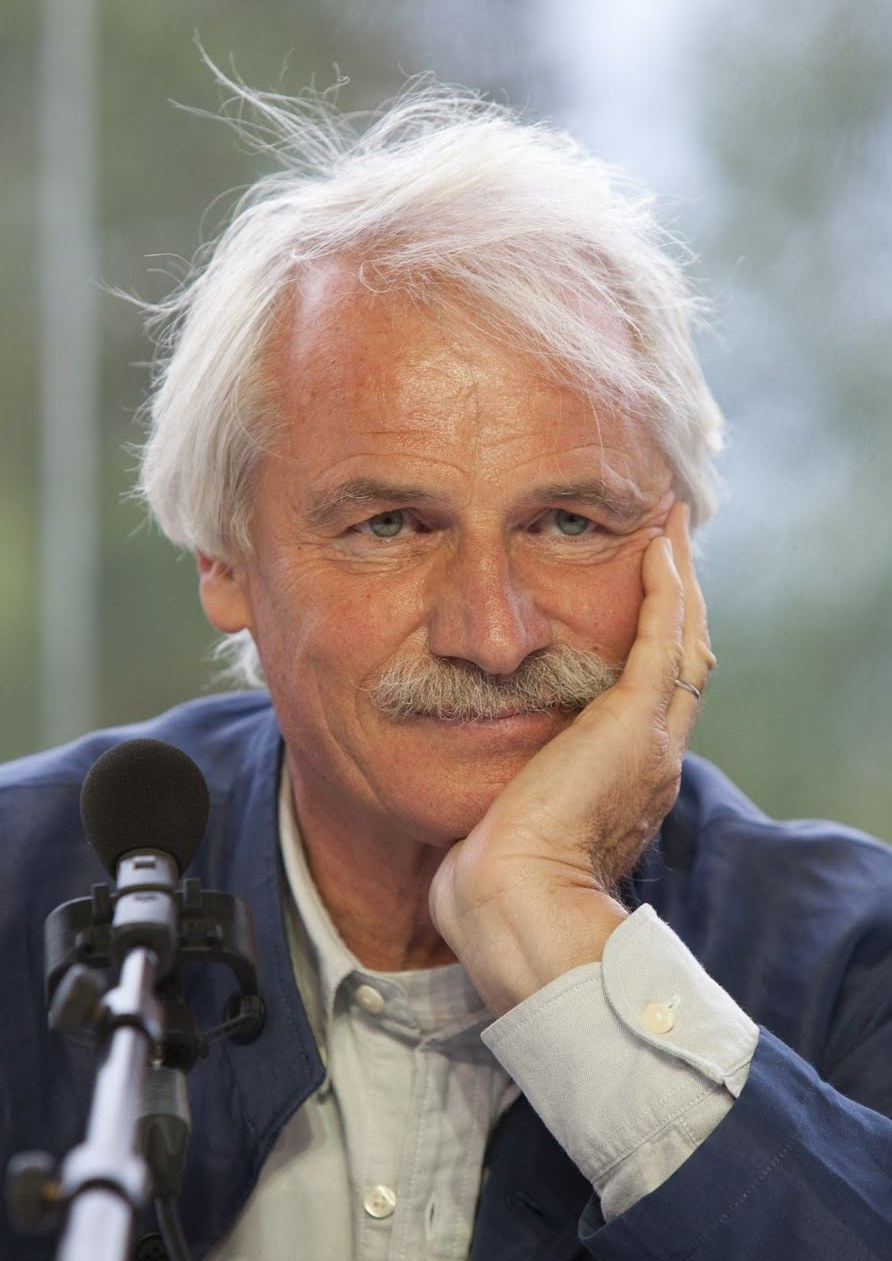
2009年的楊·亞祖-貝童

- Yann Arthus-Bertrand official website（页面存档备份，存于）
- 亚恩·阿蒂斯-贝特朗在互联网电影资料库（IMDb）上的資料（英文）
- Yann Arthus-Bertrand at TED（页面存档备份，存于）
- The HOME movie official website（页面存档备份，存于）
- GoodPlanet organisation website（页面存档备份，存于）
- Action Carbone